# قنات كيفتة
قنات كيفتة هي قرية في مقاطعة سميرم، إيران. يقدر عدد سكانها بـ 594 نسمة بحسب إحصاء 2016.